# 고봉초등학교
고봉초등학교는 대한민국 경기도 고양시에 있는 공립 초등학교이다.

## 학교 연혁
- 1994.11.01 고봉초등학교 설립인가
- 1995.11.22 초대 서성봉 교장 부임
- 1995.12.11 고봉국민학교로 개교 (10학급 편성)
- 1996.03.01 고봉초등학교로 교명 변경
- 2005.03.01 특수학급 개설
- 2011.03.01 제7대 박창호 교장선생님 취임
- 2014.02.18 제19회 졸업식 114명(연 3,076명)
- 2014.03.03 23학급 편성

## 참고 자료
- 고봉초등학교 - 한국교육학술정보원 학교알리미